# Регган – Хассі-Р'Мель
Регган – Хассі-Р'Мель – газопровідна система, призначена для обслуговування ряду газових промислів у центральній частині алжирської Сахари. Також відома як GR5.
Трубопровід призначений для видачі продукції газових проектів:
- Регган-Північ, що під’єднаний газопроводом довжиною 74 км до головної компресорної станції GR5;
- Туат, від якого прокладено перемичку довжиною 48 км та діаметром 700 мм;
- Тімімун, для підключення якого вистачило перемички довжиною біля восьми кілометрів.
Довжина GR5 становить 770км. Він виконаний в діаметрі 1200 мм, хоча є відомості, що на якійсь ділянці використали труби діаметром 1400 мм. Проектна пропускна здатність газопроводу 8,8 млрд м3 на добу.
Від головної компресорної станції GR5 відходить перемичка довжиною 46 км та діаметром 700 мм до Аулеф на трасі газопроводу Ін-Салах – Регган, а від місця під’єднання перемичик від Туат починається відгалуження GR5 – Адрар.
Північна ділянка GR5 прямує в одному коридорі з газопроводом GR7.
З Хассі-Р'Мель можлива видача блакитного палива по системам Хассі-Р'Мель – Уед-Саф-Саф, Хассі-Р'Мель – Скікда, Хассі-Р'Мель – Кудіет-Еддрауш, Хассі-Р'Мель – Бордж-Менаель, Хассі-Р'Мель – Арзу, MEDGAZ, Хассі-Р'Мель – Ель-Аріха.